# 岡崎産業
岡崎産業株式会社（おかざきさんぎょう、英: OKAZAKI SANGYO CO.,LTD.）は、三重県松阪市に本社を置きパチスロ機及び自動販売機・両替機を製造する企業。

## 概要
1950年に「株式会社尚球社」として創業し、1998年に現社名の「岡崎産業株式会社」へ変更した。（ただしブランドとしての「尚球社」は現在も使われている）
0号機時代からパチスロ機を開発・製造し続けている老舗で、4号機の「ジャックポット」シリーズなどで人気を博したが、5号機への対応に乗り遅れ売上が低迷。そのため2008年9月に「Re:Bornプロジェクト」と題し、パチスロ機販売のAVERE（アベーレ）と事実上経営を統合、新たに「スタンレー」ブランドを追加するなどの新体制を発表した。しかしこの経営統合も結局頓挫し、2012年12月には新たに総販売元として「株式会社OH（オーエイチ）」の設立を発表している。
2014年には同業のユニバーサルエンターテインメントとの提携により、ユニバーサル傘下の「アクロス」ブランドから「スーパージャックポット」のリメイク機を発表したほか、2015年2月には関連会社の大阪岡崎産業と東日本地区の販売会社であるライジングの名義で「サイレントメビウス」を発表するなど、自社以外のブランドでの新機種を手がけることが多くなっている。
近年はパチスロ機以外にも、カードの自動販売機や両替機も製造・販売している。以前は「Sanroaster」のブランド名でロースターの販売も手がけていたが、現在はホームページからロースターの製品情報は削除されている。

## 機種一覧

### 3号機以前（主要機種）
- 1979年 - パチスロパルサー（0号機）
- 1985年 - レッドサン（1号機）
- 1988年 - チャレンジマン（2号機）
- 1991年 - ミラクル（3号機）

### 4号機（主要機種）
- 1993年 - ジャックポットII
- 1995年 - ラッキーチャンス
- 1998年 - スーパージャックポット
- 1999年 - セブンジャック（初の7ライン機）
- 2000年 - ニュートラッド1
- 2001年 - チャレンジマン（初のAT機）
- 2003年 - ラッキーチェリー
- 2005年 - ジュエルパニックハイパー
- 2006年 - ランスロット伝説

### 5号機
| 機種名                               | 発売年月   | 備考                                 |
| ------------------------------------ | ---------- | ------------------------------------ |
| ジャックポット・トロピカルバージョン | 2006年11月 | 初の5号機                            |
| わんぱくパイロット大冒険             | 2007年3月  | 初の液晶搭載機                       |
| バーニングフラワー                   | 2007年5月  |                                      |
| 時空大作戦                           | 2007年9月  |                                      |
| シー・トラッド（/-30）               | 2008年5月  |                                      |
| 魔界城                               | 2008年12月 |                                      |
| ラブゲッCHU 〜ミラクル声優白書〜     | 2009年2月  | 初のタイアップ機                     |
| スロットニュートラッド               | 2009年5月  | 新筐体「Vモデル」採用                |
| マジックスパイス                     | 2009年10月 |                                      |
| 科学忍者隊ガッチャマンGR             | 2010年7月  | バンダイナムコゲームスが開発協力     |
| 舞-HiME                              | 2010年10月 | バンダイナムコゲームスが開発協力     |
| 龍馬翔ける!                          | 2011年7月  | 宮下あきらプロデュースのオリジナル作 |
| クイーンジャック                     | 2011年11月 |                                      |
| チャレンジマンA                      | 2012年3月  |                                      |
| スペシャルジャックポット             | 2013年1月  |                                      |
| パチスロBADBOYS                      | 2013年8月  |                                      |
| 娘娘娘（にゃんにゃんむすめ）         | 2014年7月  |                                      |
| トラッドザレジェンド                 | 2014年11月 |                                      |
| サイレントメビウス                   | 2015年4月  |                                      |

### 5.5号機・5.9号機
| 機種名                                | 発売年月  | 備考                          |
| ------------------------------------- | --------- | ----------------------------- |
| ラッキージャックポット                | 2016年1月 |                               |
| クイーンジャックネオ                  | 2016年9月 |                               |
| ジャックポット・トロピカルバージョン2 | 2017年2月 |                               |
| ハッピージャックポット                | 2017年5月 |                               |
| トラッドサンダーブラック              | 2017年7月 |                               |
| ニューラッキージャックポット          | 2018年1月 | 5.9号機                       |
| ワンダフルジャック                    | 2019年4月 | 5.9号機、筐体はユニバーサル製 |

### 6号機以降
| 機種名                   | 発売年月  | 備考                                      |
| ------------------------ | --------- | ----------------------------------------- |
| みうのおしゃべりパチスロ | 2020年3月 | 筐体はユニバーサル製                      |
| HIT128                   | 2021年9月 | 6.1号機、筐体はユニバーサル製             |
| BTトリプルクラウン       | 2025年7月 | スマパチ、ボーナストリガー搭載、4段階設定 |